# Pedro Teixeira (viajante)

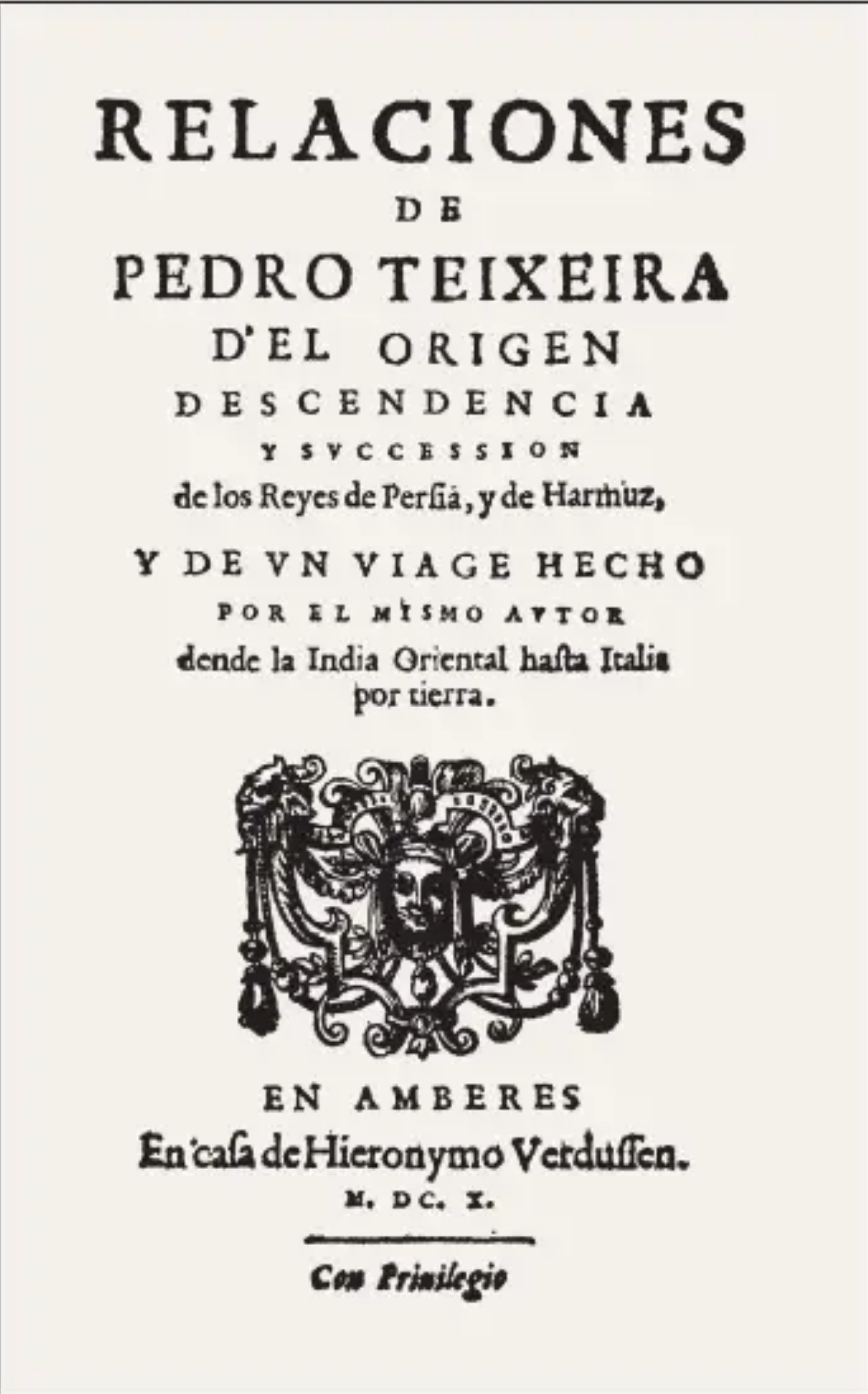
Folha de rosto da maior obra de Pedro Teixeira, publicada em 1610.

Pedro Teixeira (também Pedro Texeira; Lisboa, século XVI — Antuérpia, ca. 1650) foi um viajante do mundo e autor, membro de uma família marranos.

## Biografia
Pouco se sabe sobre a vida de Pedro Teixeira. Afirma-se também que ele nasceu por volta de 1570. Em Antuérpia publicou a sua principal obra em 1610 e, segundo Ferguson, referindo-se a Diogo Barbosa Machado, teria morrido ali e não em Verona, como afirmaram outros autores, "muito provavelmente antes de meados do século XVII".
De 1586 a 1605, Teixeira navegou entre os estreito de Ormuz e Goa. De 1593 a 1601 viajou várias vezes por via marítima para Malaca e Manila, e daí para Acapulco, regressando depois a Lisboa em outubro de 1601. Em 1603 fez outra viagem a Goa, desta vez com uma viagem de volta ao Oriente Médio, Itália, França e Holanda. Mais tarde publicou seus diários de viagem e uma história da Pérsia, com base nos escritos de historiadores persas.

## Obras
- Relaciones de Pedro Teixeira d'el origen descendencia y svccession de los reyes de Persia, y de Harmuz, y de vn viage hecho por el mismo avtor dende la India Oriental hasta Italia por tierra. 2 vol. Hieronymo Verdussen, Amberes 1610. (em espanhol). 
  - trecho em inglês: The Travels of Pedro Teixeira with his "Kings of Harmuz" and extracts from his "Kings of Persia". Hakluyt Society, London 1902. (Works issued by the Hakluyt Society, 2/9). (online).